# Mount Baldy Zen Center

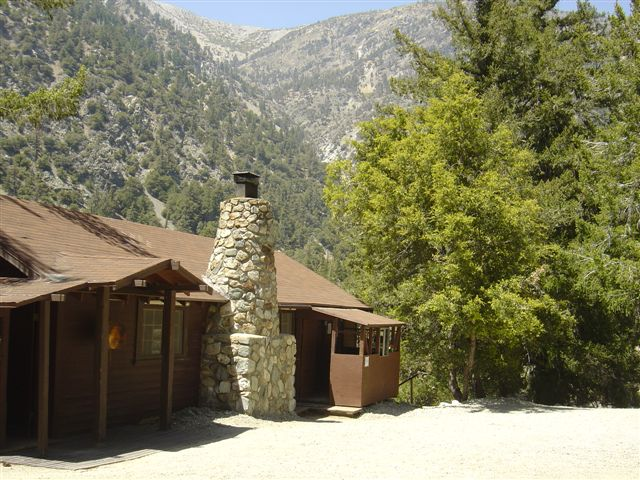
Mount Baldy Zen Center

Mount Baldy Zen Center je rinzai zen klášter nacházející se v pohoří San Gabriel Mountains nedaleko města Los Angeles v Kalifornii. Založil jej v roce 1971 japonský mnich Kjózan Džóšú Sasaki a ve druhé polovině devadesátých let zde žil například kanadský hudebník Leonard Cohen.